# Fußball-Club Lichtenfels von 1906 e.V.
Fußball-Club Lichtenfels von 1906 e.V é uma agremiação esportiva alemã, fundada em 1906, sediada em Lichtenfels, na Baviera.

## História
Formado em 1906, o clube não ganharia proeminência até depois da Segunda Guerra Mundial, quando ganhou a promoção para o nível dois, a Landesliga Bayern em 1946. A equipe tornou-se um lado dominante na divisão norte, terminando segunda em 1947 e 1948. 
Para a temporada 1948-1949, o campeonato foi reduzido a uma única divisão e o clube ficou em terceiro lugar atrás de Jahn Regensburg e SpVgg Greuther Fürth, ambos promovidos para a Oberliga Süd. Na temporada seguinte, quando a nova 2. Oberliga Süd foi formada, uma colocação entre os cinco seria suficiente para se classificar, mas o FCL só chegou em décimo e teve que permanecer no que viria a se tornar a camada três, Amateurliga Bayern. O time permaneceu forte e ficou em terceiro lugar, mais uma vez em 1951. De 1953 em diante, a Amateurliga foi dividida em Norte e Sul e o Lichtenfels se tornou parte do norte. 
Participou da edição de 1954 do campeonato de futebol amador alemão, mas foi eliminado na fase de grupos.
O segundo lugar em 1954, 1956 e 1957 foram o prelúdio para o título na temporada 1959-60 sob a gerência de Željko Čajkovski. A equipe, então, enfrentou o TSV Schwaben Augsburg na final do campeonato da Baviera, vencendo por 5 a 3 em Augsburg. Com esse desempenho, se classificou para a fase de promoção à segunda divisão, mas perdeu para o Borussia Fulda.
Posteriormente, o desempenho do clube nas duas temporadas seguintes foram ruins, mas conseguiu terminar em sexto em 1963, quando apenas a parte superior se classificou para a nova divisão, a Amateurliga Bayern. O clube detém o primeiro lugar no número de participações da Bayernliga de 1945 a 1963, tendo passado 17 temporadas nesse nível, mais do que qualquer outro clube.
Na nova era do futebol alemão, após a instauração da Fußball-Bundesliga, em 1963, o Lichtenfels continuou competitivo na Amateurliga, terminando em quarto em 1966 e 1969, seus melhores resultados. A temporada de 1969-70 representou outro destaque em sua trajetória, alcançando o segundo posto, atrás apenas três pontos do FC Wacker München. Esse resultado o classificou para a disputa do campeonato amador alemão, contudo acabou nocauteado pelo VfL Neckarau no trimestre final.
A fase de boa campanha terminou em 1973. Um 17º lugar significou o rebaixamento à Bayernliga após 27 temporadas. 
O Lichtenfels fez parte da camada quatro, Landesliga Bayern-Nord, a partir de 1973, quando terminou em terceiro lugar em sua primeira temporada. O clube conseguiu boas colocações da tabela, mas acabaria rebaixado em 1978. A sua nova liga passou a ser a Bezirksliga Oberfranken West, a camada quinta do futebol alemão.
Demoraria até 1982 para o time se recuperar dessa queda, quando fez seu retorno à Landesliga. Após seis temporadas ruins, foi novamente rebaixado, em 1988, dessa vez à Bezirksoberliga Oberfranken.
O clube voltaria por duas vezes à Landesliga, em 1991, por conta de um segundo lugar e, em 1994, ao conquistar o título do campeonato. Em 1989, perdeu a promoção quando ficou em segundo lugar em igualdade de pontos com o SV Mitterteich e perdeu um jogo decisivo. O clube permaneceu algumas temporadas na Landesliga, em 1994-95 e 1995-96, mas foi rebaixado novamente em 1998.
Ao retornar à Bezirksoberliga, manteve uma equipe de topo, terminando em quarto, em 1999, e quinto no ano seguinte. Ficou em terceiro, em 2001, e foi rebaixado mais uma vez, em 2004, à Bezirksliga obtendo apenas duas vitórias em 30 jogos.
O FCL caiu um outro nível na temporada seguinte, chegando à Kreisliga, o nível oito. Nesse campeonato se uniu ao Kickers Neustadt Wildenheid, uma equipe que já vivenciara tempos melhores também, embora com nome diferente.
Em julho de 2008, o clube atuou contra o 1. FC Nuremberg para um amistoso de pré-temporada, perdendo por 3 a 0 diante de 4.200 espectadores em Lichtenfeld. Na temporada 2008-09, o clube sobreviveu por pouco, terminando um ponto acima da fileira do rebaixamento, à frente do FC Kronach.

## Títulos
- Landesliga Nordbayern (II) 
  - Vice-campeão: (2) 1947, 1948;
- Amateurliga Nordbayern (III) 
  - Campeão: 1960;
  - Vice-campeão: (3) 1954, 1956, 1957;
- Amateurliga Bayern (III) 
  - Vice-campeão: 1970;
- Bezirksoberliga Oberfranken (V) 
  - Campeão: 1994;
  - Vice-campeão: 1991;
- Bezirksliga Oberfranken West
  - Vice-campeão: 2012;

## Cronologia recente
| Temporada | Divisão                      | Módulo | Posição |
| 1999–2000 | Bezirksoberliga Oberfranken  | VI     | 6º      |
| 2000–01   | Bezirksoberliga Oberfranken  | VI     | 3º      |
| 2001–02   | Bezirksoberliga Oberfranken  | VI     | 9º      |
| 2002–03   | Bezirksoberliga Oberfranken  | VI     | 6º      |
| 2003–04   | Bezirksoberliga Oberfranken  | VI     | 16º ↓   |
| 2004–05   | Bezirksliga Oberfranken West | VII    | 13º ↓   |
| 2005–06   | Kreisliga Coburg             | VIII   | 2º ↑    |
| 2006–07   | Bezirksliga Oberfranken West | VII    | 9º      |
| 2007–08   | Bezirksliga Oberfranken West | VII    | 7º      |
| 2008–09   | Bezirksliga Oberfranken West | VIII   | 12º     |
| 2009–10   | Bezirksliga Oberfranken West | VIII   | 3º      |
| 2010–11   | Bezirksliga Oberfranken West | VIII   | 9º      |
| 2011–12   | Bezirksliga Oberfranken West | VIII   | 2º      |
| 2012–13   | Bezirksliga Oberfranken West | VII    | º       |